# 近藤洋介 (俳優)
近藤 洋介（こんどう ようすけ、1933年8月8日 - 2024年11月）は、日本の俳優・声優。樺太庁出身。夫人は声優の山本嘉子。

## 来歴・人物
終戦で南樺太から引き揚げ、東京に移る。東京都立戸山高等学校を中退し、1954年に俳優座養成所第6期生となる。1957年、俳優座養成所を卒業し、俳優座座員に昇格。翌1958年、NHK『事件記者』に出演。
以後、テレビを中心に、映画、舞台で多岐にわたって活躍。
洋画の吹き替えではウィリアム・ホールデンはフィックス（専属）と評されるほどの持ち役となっていた。また1980年代にテレビ朝日『日曜洋画劇場』で放送されたものでは、若山弦蔵に代わりショーン・コネリーの声を多く担当していた。
2024年11月に死去。その訃報は同年12月30日に長年の友人であった新内節浄瑠璃太夫の三代目鶴賀若狭掾のX（旧：Twitter）のポストにより明らかにされた。91歳没。

## 出演作品（俳優）

### テレビドラマ
- 私だけが知っている（1957年、NHK）
- 事件記者（1958年 - 1966年、NHK） - 白石記者
- ダイヤル110番（NTV / よみうりテレビ
  - 第108話「低い鼻の男」（1959年）
  - 第127話「堀割りのある町」（1960年）
- 黒龍劇場「風の視線」（1962年、NET） - 奈津井久夫
- 松本清張シリーズ・黒の組曲「鉢植を買う女」（1962年、NHK）
- 東芝日曜劇場「カミさんと私」シリーズ（1962年 - 1971年、TBS）
- 名作推理劇場「暁の死線」（1962年、NET）
- マンモス家族 （1962年 - 1964年、フジテレビ） - 長男雄志
- 連続テレビ小説（NHK)
  - おはなはん（1966年 - 1967年）
  - ひまわり（1996年） - 岩井検事正
- ある勇気の記録（1966年、NET） - 村田記者
- 銭形平次（CX・東映）
  - 第92話「亥刻の鐘」（1968年） - 吉五郎
  - 第183話「影を追う女」（1969年） - 文吉
- 木下恵介アワー「3人家族」（1968年、TBS） - 小林
- 三匹の侍 第6シリーズ 第1話「荒野に在り」（1968年、CX） - 日野多門
- 鬼平犯科帳（松本幸四郎）第8話「密偵（いぬ）」（1969年、NET / 東宝） - 弥市
- 夜のグランド劇場「夏に別れを」（1969年、NTV） - 稔
- 鞍馬天狗（1969年、NHK） - 益満休之助
- グランド劇場「竹千代と母」（1970年、NTV） - 水野信元
- おらんだ左近事件帖（1971年、CX） - 丹羽源三郎
- パパと呼ばないで（1972年、NTV） - 村松
- 水戸黄門（TBS・C.A.L）
  - 第1部 第15話「わしは天下の風呂番だ・今治」（1969年11月10日） - 松平駿河守
  - 第4部 第3話「人情榛名おろし・高崎」（1973年2月5日） - 横倉聞多
  - 第9部 第26話「代官を救った文庫・佐野」（1979年1月29日） - 権平
  - 第17部 第12話「悪に群がる悪い奴・堺」（1987年11月16日） - 篠崎主膳
  - 第21部 第20話「悲願を秘めた鬼代官・福知山」（1992年8月17日） - 三浦作左衛門
  - 第22部 第17話「正義で織った大島紬・鹿児島」（1993年9月6日） - 竹林隼人正
  - 第23部
    - 第17話「娘涙の仇討悲願・津山」（1994年11月28日） - 河内大膳
    - 第34話「狸がくれた赤ん坊・信楽」（1995年4月3日） - 馬場玄太夫

  - 第24部 第37話「陰謀砕いた江戸の空・江戸」（1996年6月10日） - 金崎内記
  - 第25部
    - 第1話「旅立ち・江戸・銚子」（1996年12月9日） - 粟貫源之丞
    - 第38話「民を救った男の信念・二本松」（1997年9月15日） - 富倉主計

  - 第28部 第6話「父子で描く名人芸・掛川」（2000年4月17日） - 仙崎大膳
  - 第29部 第25話「陰謀と裏切りの果てに・江戸・水戸」（2001年9月17日） -  薮田五郎左衛門
  - 第31部 第21話「黄門様と七化けのお京・広島」（2003年3月17日） - 松野部兵衛
  - 第33部 第13話「甘ったれ若旦那に喝!・出雲」（2004年7月12日） - 宇佐野勘解由
  - 第34部 第6話「忠義貫き北国に春・陸前高田」（2005年2月14日） - 保坂半之丞
  - 第35部 第8話「仰天! 化け猫の仇討ち・佐賀」（2005年11月28日） - 代田群兵衛
  - 第36部 第8話「助っ人アキの越後獅子・福井」（2006年9月11日） - 後藤助左衛門
  - 第37部 第2話「赤城の山はカカア天下・前橋」（2007年4月16日） - 白沼甚兵衛
  - 第38部 第5話「暴れん坊若様まかり通る・和歌山」（2008年2月4日） - 岡崎藤兵衛
  - 第39部 第16話「母と名乗れぬ過去悲し・臼杵」（2009年2月9日） - 大槻監物
  - 第41部 第9話「女意気地とニブイ奴・新宮」（2010年12月6日） - 手島監物
- キイハンター第130話「縛り首の木のある家」（1970年、TBS / 東映） - 松井達也
- 二人の世界（1970年、TBS・松竹）
- 大河ドラマ（NHK）
  - 天と地と（1969年） - 明智光秀
  - 新・平家物語（1972年） - 文覚
  - 風と雲と虹と（1976年） - 三宅清忠
  - 獅子の時代（1980年） - 苅谷巳代治
  - おんな太閤記（1981年） - 柴田勝家
  - 徳川家康（1983年） - 奥平美作守
  - 春の波涛（1985年） - 中江兆民
- 荒野の素浪人 第19話「陰謀 地獄川の大喧嘩」（1972年、NET） - 大前田英五郎 役
- 剣客商売 第2話「女武芸者」（1973年、CX/東宝/俳優座） - 浅田虎次郎
- 白い滑走路（1974年、TBS）
- 暗闇仕留人（1974年、ABC） - 村雨の大吉
- 大岡越前（TBS / C.A.L）
  - 第4部 第11話「かわうそ仁術」（1974年12月16日） - 氏家一馬
  - 第7部 第27話「将軍暗殺危機一髪」（1983年10月24日） - 高垣軍兵衛
- 座頭市物語 第24話「信濃路に春は近い」（1975年、CX） - 安彦の島吉
- 江戸の旋風（1975年 - 1980年、CX） - 高瀬儀右衛門
- 鬼平犯科帳（丹波哲郎） 第7話「あきれた奴」(1975年、NET) - 鹿留の又八 役
- 土曜ワイド劇場（ANB・東映）
  - 女弁護士・朝吹里矢子1 黒白の暗示（1978年） - 大館栄吉
  - 三毛猫ホームズの運動会（1983年） - 吉田警部
  - 迷探偵記者羽鳥雄太郎と駆け出し女刑事シリーズ（第1作）（1985年） - 依田圭造
- 横溝正史シリーズII　黒猫亭事件（1978年、MBS） - 風間俊六
- Gメン'75 第171話「太平洋大捜査網」（1978年、TBS / 東映） - 海上保安庁取調官
- 太陽にほえろ! （NTV・東宝）
  - 第365話「その一瞬……!」（1979年） - 豊島辰次
  - 第677話「あなたを告訴する!」（1985年） - 清水和夫
- 桃太郎侍 第145話「鯛より旨い鰯の人情」（1979年、NTV・東映） - 阿部大和守
- 二百三高地 愛は死にますか（1981年、TBS）
- 氷点（1981年、MBS）
- 鬼平犯科帳（萬屋 錦之介）（ANB・東宝）
  - 第2シリーズ 第1話「山吹屋お勝」（1981年） - 関宿の利八
  - 第3シリーズ 第22話「狐火」（1982年） - 狐火勇五郎
- 影の軍団III 第2話「闇からの依頼者」（1982年、KTV・東映） - 新堂精一郎
- 時代劇スペシャル（フジテレビ）
  - 着ながし奉行（1981年） - 安川雄之助
  - 佐武と市捕物控 斬る 入れ替わった死体の謎!（1981年） - むささびの辰
  - 愛妻武士道（1981年） - 新山新十郎
  - 薩摩飛脚（1982年） - 松村伊織
  - 地獄の掟（1982年） - 金子
  - 剣客商売 辻斬り（1982年） - 弥七
  - 剣客商売 誘拐（1982年） - 弥七
  - 無明剣走る 殺人の謎に隠された阿波剣山埋蔵金の秘密とは…（1983年） - 酒井但馬守
  - 隠密くずれ 変幻くの一黄金城の秘密（1983年） - 影山帯刀
  - 影狩り（1983年） - 大場左衛門
  - 花笛伝奇（1983年） - 後藤庄三郎
  - 樅の木は残った（1983年） - 伊達安芸
- 火曜サスペンス劇場（NTV）
  - 炎の記憶（1982年） - 安田一課長
  - バレンタインデー殺人事件（1984年）
- スクール☆ウォーズ 〜泣き虫先生の7年戦争〜 （1984年、TBS/大映テレビ） - 大北達之助
- ニュードキュメンタリードラマ昭和 松本清張事件にせまる 第6回「昭電疑獄 野望の設計図」（1984年、ANB・東映）
- 真田太平記（1985年、NHK） - 後藤基次
- 影の軍団IV 第17話「魔女三人江戸を裂く」（1985年、KTV・東映） - 楢屋円蔵
- 傑作時代劇「しぶとい連中 美人母子の偽装心中」（1987年、ANB） - 勢五郎
- 三匹が斬る!（ANB）
  - 第1シリーズ 第8話「父恋の、凧空に舞い草枕」（1987年） - 高倉源衛門
  - 第6シリーズ 第1話「さらば千石、大江戸の烈風ついて早飛脚」（1993年） - 水野忠成
- 若大将天下ご免! 第19話「三々九度は夜討ちの合図！」（1987年、ANB/東映） - 平田織部
- 花の生涯 井伊大老と桜田門（1988年、TX・東映） - 安藤信正
- 暴れん坊将軍III（テレビ朝日、ANB）
  - 第81話「八百八町を狙う公家剣法!」（1989年） - 小畑三之助
  - 第94話「吉宗、初春の大江戸裁き!」（1990年） - 猪熊四郎兵衛
- 風雲!真田幸村 第19話「決戦近し!!家康暗殺指令」（1989年、TX・東映） - 渡海屋藤兵衛
- 奇兵隊（1989年、NTV） - 前田孫右衛門
- 名奉行 遠山の金さん（ANB / 東映）
  - 第2シリーズ 第24話「さらば金さん、打ち首獄門!?」（1989年） - 稲葉修理亮
  - 第3シリーズ 第27話「闇の上納金!遠山桜最後の勝負」（1991年） - 大和田肥後守
  - 第4シリーズ
    - 第4話「占いを信じた女」（1991年） - 鶴屋徳兵衛
    - 第21話「地獄から帰ってきた女」（1992年） - 虎三

  - 第5シリーズ 第13話「覗かれた天女の肌」（1993年） - 笠間帯刀
  - 第6シリーズ 第18話「幽霊に惚れた同心」（1994年） - 小田切一角
- 鬼平犯科帳（中村吉右衛門） 第2シリーズ 第2話「むかしの女」（1990年、CX/松竹） - 大丸屋万吉
- 白い巨塔（1990年、ANB） - 河野弁護士
- 大逆襲! 四匹の用心棒（1991年、ANB / 東映） - 荒井武左衛門
- 四匹の用心棒（4）かかし半兵衛ひとり旅（1992年、ANB / 東映） - 黒田源兵衛
- はぐれ刑事純情派V 第15話「蝶の型の耳飾り・旅券を奪われた女」（1992年、ANB・東映） ‐ 平林巡査
- 荒木又右衛門 決闘鍵屋の辻（1993年、NTV/ユニオン映画） - 津田豊後守
- 大忠臣蔵（1994年、TBS）
- 南町奉行事件帖 怒れ!求馬II（1999年、TBS/C.A.L）第6回「生き返った幽霊」 - 望月義定
- 大江戸を駈ける!（2001年、TBS/C.A.L）第9話「秘剣！闇の太刀」 - 山脇監物
- 剣客商売（藤田まこと版） 第4シリーズ 第11話「待ち伏せ」（2003年、CX / 松竹） - 若林春斎

### 映画
- 続・王将（1963年、東映） - 林田
- 白と黒（1963年、東宝） - 大沢
- ローマに咲いた恋（1963年、松竹） - 根岸正彦
- 怪談（1965年、東宝） - 武蔵坊弁慶
- 霧の旗（1965年、松竹） - 阿部幸一
- かあちゃんと11人の子ども（1966年、松竹） - 吉田将
- 旗本やくざ（1966年、東映） - お囃子の長助
- 新・事件記者 殺意の丘（1966年、東宝） - 白石記者
- 新・事件記者 大都会の罠（1966年、東宝） - 白石記者
- 喜劇 駅前探検（1967年、東宝） - 新聞記者
- 燃える大陸（1968年、日活） - 北川
- 影の車（1970年、松竹） - 石川
- 緋牡丹博徒 お竜参上（1970年、東映） - 佐藤好美
- 商魂一代 天下の暴れん坊（1970年、東宝） - 川村久直
- 座頭市あばれ火祭り（1970年、ダイニチ映配） - 面の貸元
- いのちぼうにふろう（1971年、東宝） - 政次
- 黒の斜面（1971年、松竹） - 本田
- 塩狩峠（1973年、松竹） - 和倉礼之助
- 動脈列島（1975年、東宝） - 相良公安一課長
- 恋人岬（1977年、松竹） - 望月
- 野性の証明（1978年、角川映画） - 島岡社長
- 日本の熱い日々 謀殺・下山事件（1981年、松竹） - 秋田教授
- 大日本帝国（1982年、東映） - 山口多聞
- 日本海大海戦 海ゆかば（1983年、東映） - 伊地知大佐
- 裏ゴト師（1995年、パル企画） - 葛岡

### 舞台
- 八百屋お七牢日記
- ワーニャ伯父さん（1969年、俳優座公演）
- パリ歌舞伎亭（1982年、帝国劇場公演）
- ベートヴェンの第十交響曲（1985年、銀座博品館劇場）
- アマデウス（1982年 - 1995年） - ヨーゼフ2世
- ブライトン・ビーチ回顧録（1985年、PARCO劇場プロデュース）
- ブロードウェイ・バウンド（1989年 - 1990年、パルコ劇場） - ジャック
- 細雪（1990年、東京宝塚劇場） - 辰雄
- 月形半平太（1992年、2003年） - 西郷隆盛
- シラノ（1993年、大阪劇場飛天）
- 犬神家の一族（1993年、東宝・芸術座） - 古舘恭三
- 樅ノ木は残った（1994年、明治座創業百年10月公演）
- エンジェルス・イン・アメリカ（1995年、セゾン劇場公演） - ロイ・コーン
- 女王蜂（1996年、東宝・名古屋ホール） - 大道寺欣造
- 夢幻にて候 －信長とお市－（1996年、春の演劇祭公演）
- 王女メディア（1998年、世田谷パブリックシアター） - コリントス王クレオン
- カルメン（1999年、青山劇場）
- とげぬき音楽隊（2002年、芸術座） - 佐倉孝蔵
- 用心棒（2002年、2003年、梅田コマ錦秋特別企画） - 馬目の清兵衛
- 暴れん坊将軍スペシャル「唄って踊って八百八町〜フィナーレ・マツケンサンバ」（2004年、松平健新春公演） - 廻船問屋・南蛮屋
- 男の花道（2005年、明治座公演）
- ベガーズ・オペラ（2008年、日生劇場） - 老役者
- 剣客商売（2008年、明治座公演） - 田沼意次

### CM
- 近藤建設株式会社

### バラエティ番組
- 今夜は最高!

## 出演作品（声優）
太字はメインキャラクター。

### 吹き替え

#### 担当俳優
ウィリアム・ホールデン
- 慕情（1969年、マーク・エリオット）※NET版
- 重役室（1969年、マクドナルド・ドン・ウォーリング） ※NHK版
- 偽の売国奴（1970年、エリック・エリクスン） ※NHK版
- ピクニック（1970年、ハル・カーター）※NET版
- 第十七捕虜収容所（1971年、セフトン） ※フジテレビ版
- 第七の暁（1972年、フェリス少佐） ※NET版
- ブラボー砦の脱出（1972年、ロウパー大尉） ※NET版
- 騎兵隊（1973年、ヘンリー・ケンダル）※NET版
- コマンド戦略（1973年、ロバート・T・フレデリック中佐）※NET版
- 慕情（1973年、マーク・エリオット）※フジテレビ版
- アルバレス・ケリー（1973年、アルバレス・ケリー）※NET版
- ワイルドバンチ（1974年、パイク・ビショップ） ※NET版
- 戦場にかける橋（1976年、シアーズ中佐）※フジテレビ版
- 騎兵隊（1977年、ヘンリー・ケンダル）※TBS旧版
- コマンド戦略（1977年、ロバート・T・フレデリック中佐）※TBS版
- ダーティハンター（1978年、ハル・ウォルコウスキー）※TBS版
- タワーリング・インフェルノ（1979年、ジェームズ・ダンカン社長）※フジテレビ版
- ネットワーク（1980年、マックス・シュマッチャー） ※TBS版
- オーメン2/ダミアン（1981年、リチャード・ソーン）※LD版
- ダーティハンター（1982年、ハル・ウォルコウスキー）※テレビ朝日版
- 騎兵隊（1983年、ヘンリー・ケンダル）※TBS新版
- 世界崩壊の序曲（1984年、シェルビー・ギルモア） ※テレビ朝日版
- タワーリング・インフェルノ（1984年、ジェームズ・ダンカン社長）※日本テレビ版
- 麗しのサブリナ（1997年、デヴィッド・ララビー）※ソフト版

クレイグ・T・ネルソン
- ポルターガイスト（1985年、スティーヴ・フリーリング ）※フジテレビ版
- ポルターガイスト2（1988年、スティーヴ・フリーリング ）※フジテレビ版

グレン・フォード
- ポケット一杯の幸福（1976年、デイヴ・コンウェイ 〈グレン・フォード〉）※NHK版
- 黙示録の四騎士（不明、フリオ・デノワイエ ）

ショーン・コネリー
- わらの女（1971年、アンソニー・リッチモンド）※NET版
- オスロ国際空港/ダブル・ハイジャック（1979年、タルビック大佐） ※テレビ朝日版
- ロビンとマリアン（1980年、ロビン・フッド） ※テレビ朝日版
- 風とライオン（1980年、ライズリー）※テレビ朝日版
- オリエント急行殺人事件（1980年、アーバスノット大佐） ※テレビ朝日版
- アウトランド（1985年、オニール保安官） ※テレビ朝日版

ロッド・テイラー
- 群衆の中の殺し屋（1978年、スコビー・マローン ）※テレビ朝日版
- アフリカ大空輸（1979年、バーニー・マッケイ ）※テレビ朝日版

#### 映画
1968年
- アパートの鍵貸します（ジェフ・D・シェルドレイク〈フレッド・マクマレイ〉）※NET版

1971年
- 魚雷特急（チャールズ〈アンソニー・フランシオサ〉） ※TBS版

1973年
- スリルのすべて（ドクター・ボイヤー 〈ジェームズ・ガーナー〉） ※TBS版
- 異邦人（アーサー・ムルソー〈マルチェロ・マストロヤンニ〉）※東京12ch版
- 殺しのテクニック（クリント・ハリス〈ロバート・ウェッバー〉） ※フジテレビ版

1975年
- 雪の国境突破!脱獄作戦（スキップ・マニオン〈ウディ・ストロード〉） ※日本テレビ版
- さようなら、おんぼろアン（ハーラン・ウェブ〈ハル・ホルブルック〉）※NHK版
- 風と共に去りぬ（レット・バトラー 〈クラーク・ゲーブル〉）※日本テレビ版

1977年
- 明日に向って撃て!（ブッチ・キャシディ 〈ポール・ニューマン〉）※フジテレビ版

1978年
- 太陽が知っている（ハリー・ラニアー 〈モーリス・ロネ〉） ※テレビ朝日版

1985年
- 殺しのリハーサル（アレックス・デニソン〈ロバート・プレストン〉） ※NHK版

1986年
- ハイ・ロード（パトリック・オマリー 〈トム・セレック〉）※フジテレビ版

1988年
- ダブルボーダー（キャッシュ・ベイリー 〈パワーズ・ブース〉）※フジテレビ版

1994年
- 48時間PART2/帰って来たふたり（ブレイク・ウィルソン〈ケヴィン・タイ〉）※フジテレビ版

#### ドラマ
放送時期不明
- ミステリー・ゾーン（ロブ〈ジェームズ・ベスト〉）

1961年
- ローリング20（パット・ギャリスン〈ドナルド・メイ〉） ※TBS版

1962年
- ルート66（バズ・マードック〈ジョージ・マハリス〉） ※NHK版

1965年
- セイント 天国野郎（セイント / サイモン・テンプラー〈ロジャー・ムーア〉） ※日本テレビ版

1968年
- 電撃スパイ作戦  ※フジテレビ版
  - 第16話『テロの邪神』（デイヴィッド・クレイリー〈ドナルド・サザーランド〉）

1971年
- ぼくらのナニー（エベレット教授〈リチャード・ロング〉） ※NHK版

1980年
- 刑事デルベッキオ（ドミニク・デルベッキオ〈ジャド・ハーシュ〉） ※TBS版

1985年
- シャーロック・ホームズの冒険　※NHK版
  - 第5話『まがった男』（マーフィ少佐〈ポール・チャップマン〉）

1986年
- こちらブルームーン探偵社 ※NHK版
  - 第10話『夢の中の殺人』（本人〈オーソン・ウェルズ〉）

- ケインとアベル（アラン・ロイド〈リチャード・アンダーソン〉）※テレビ朝日版

1992年
- アキレ・ラウロ号 恐怖の航海（デ・ローザ船長〈レンツォ・モンタニャーニ〉）※NHK版

1996年
- ヒロシマ 原爆投下までの4か月（ジェームズ・F・バーンズ〈ケン・ジェンキンス〉）※NHK版

### ラジオドラマ
- 森繁ゴールデン劇場 ロマン誕生「湯治」（1955年、文化放送） - 栄次郎
- 播磨灘物語（1975年） - 黒田官兵衛
- FMラジオ劇場「冬家族」（1981年）
- ラジオ図書館シリーズ
  - 天と地と（1990年）
  - 課長島耕作（1992年） - 大泉裕介
  - 地下鉄に乗って（1994年）
- NHK FMシアター 青春アドベンチャー
  - 魔女たちのたそがれ（1999年） - 小西警部
  - なぞタクシーに乗って…（2010年） - 島田春雄

### テレビアニメ
- 家なき子（1977年） - ビタリス[13]
- 大恐竜時代（1979年） - UFOの声[14]

### 劇場アニメ
- 世界名作童話 白鳥の王子（1977年） - ヒルデブランド王[15]
- 家なき子（1980年） - ビタリス[16]
- 走れメロス（1992年） - ガンダルス[17]

### ナレーション
- 江戸の渦潮（1978年、CX）

### 朗読
- 山本周五郎 傑作朗読集CD